# Eurypsyche
Eurypsyche là một chi bướm đêm thuộc họ Noctuidae.